# Estanys de l'Angonella
Els estanys d'Angonella són un conjunt de tres llacs de muntanya situats a Andorra a la parròquia d'Ordino.

## Localització
Els estanys d'Angonella estan situats al nord-oest de la parròquia d'Ordino en el fons d'una vall orientada cap al nord-oest a partir de la localitat de Llorts. És d'origen glacial i acaba en un circ on hi abunden les roques esquistoses i alguna metamòrfica.
Al fons del circ hi ha la frontera franco-andorrana on hi ha diversos cims de més de 2800 metres: el pic de Cataperdís de 2806 m, el Pic de l'Angonella de 2816 m, i el Pic de les Fonts de 2748 m, entre d'altres. Al nord en destaca el Pic d'Arcalís de 2776 m, que separen els llacs de les pistes d'esquí d'Ordino-Arcalis de Vallnord. A la part baixa del circ hi ha el refugi de l'Angonella

## Hidrografia
Els tres llacs, estesos al llarg d'un eix est-oest són:
- Llac de Mes Amunt, el més occidental i el més extens dels tres.[4]
- Llac del Mig.[4]
- Llac de Mes Avall, el més oriental i el més petit dels tres.[4]

## Galeria

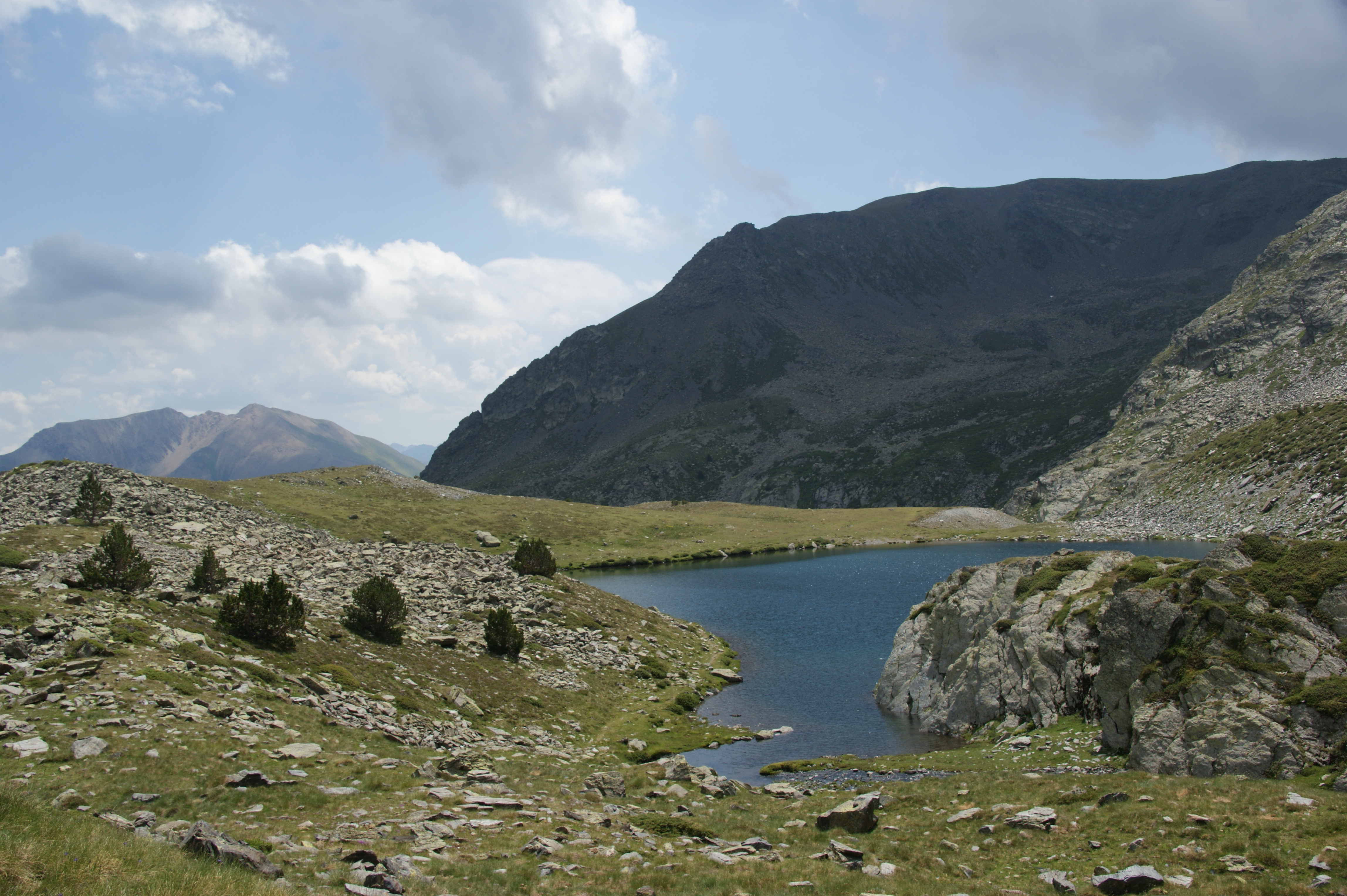
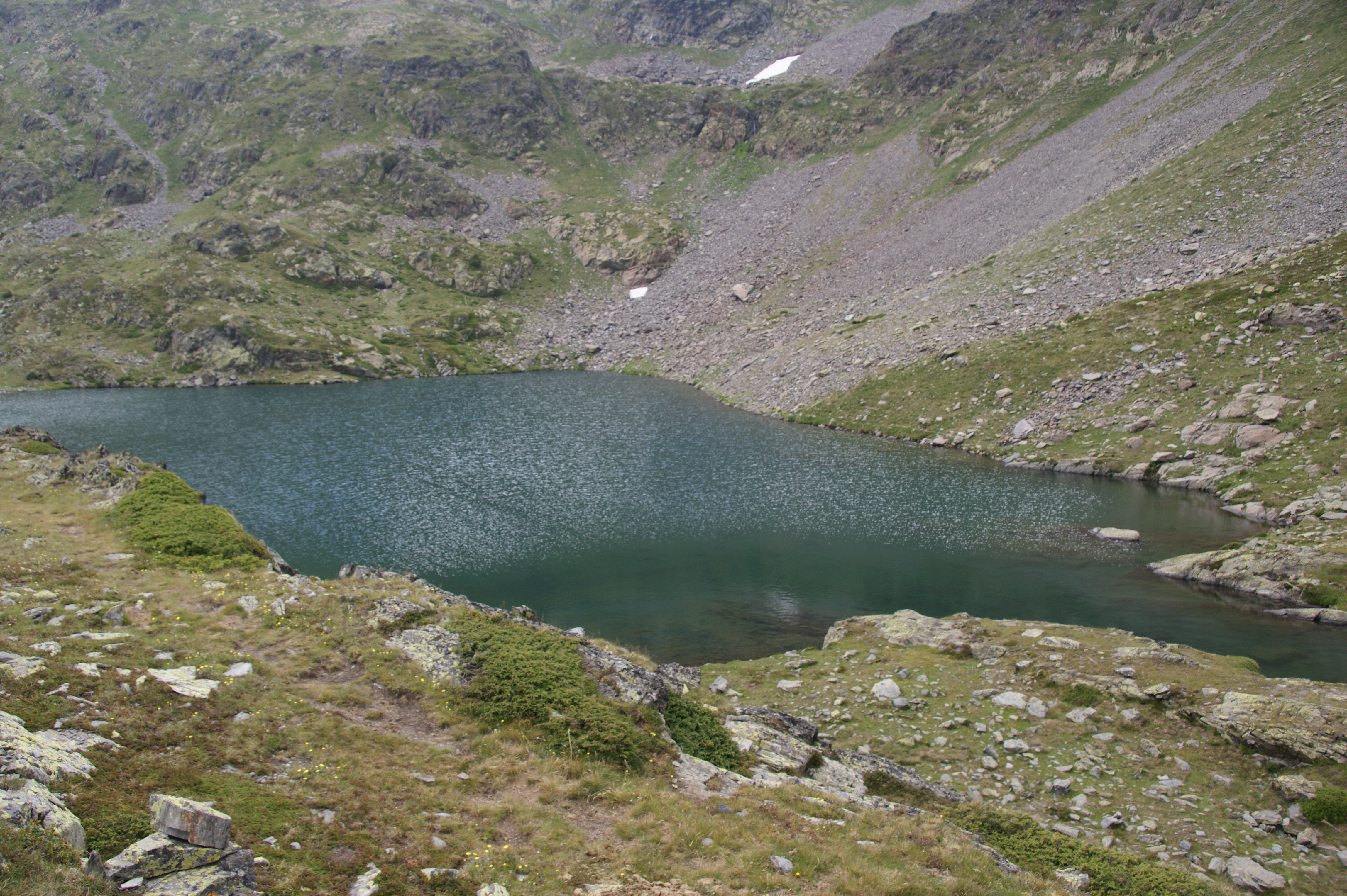
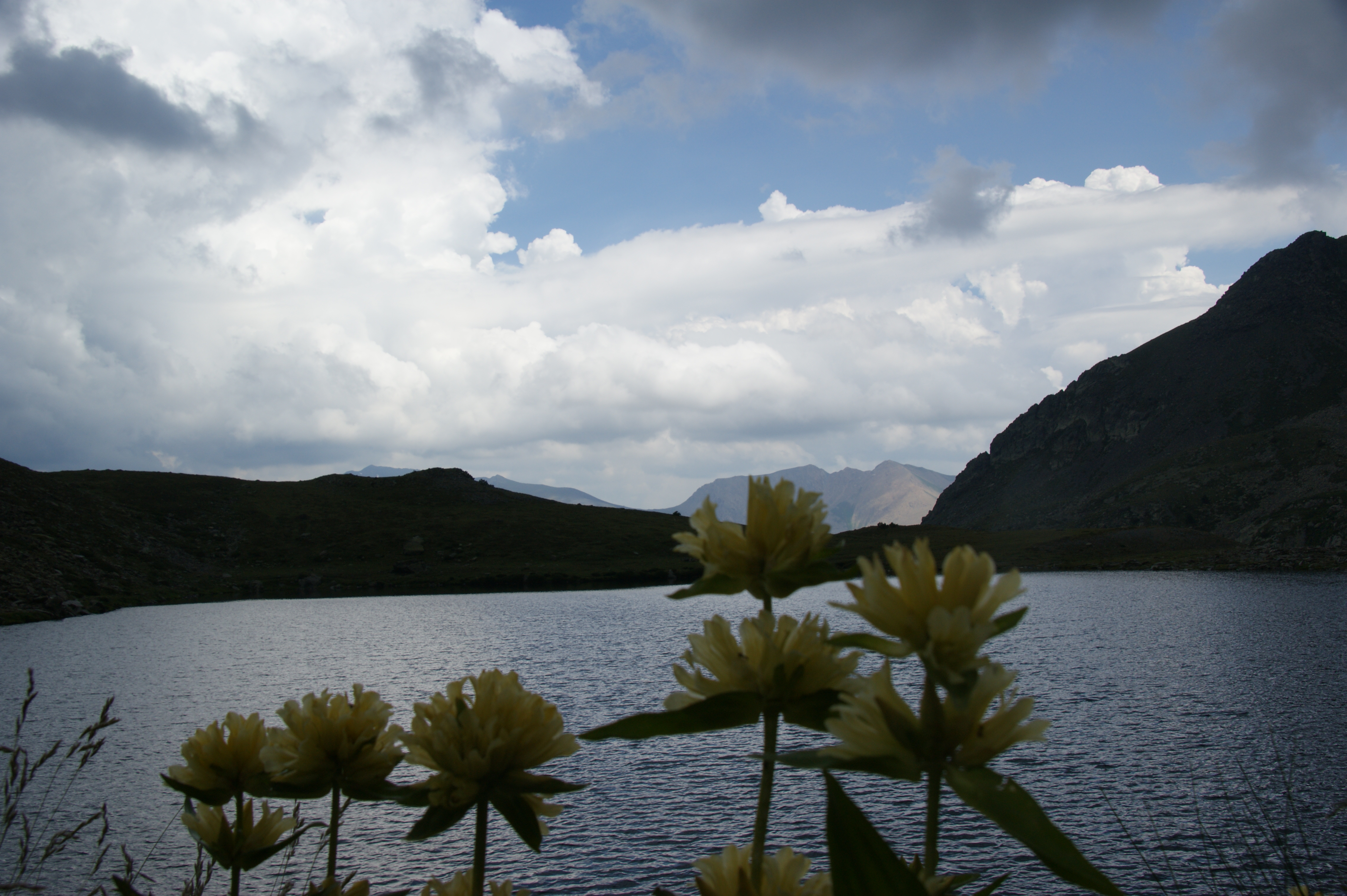